# 酒泉职业技术大学
酒泉职业技术大学是位于中华人民共和国甘肃省酒泉市的一所全日制公办專科學校。学校由酒泉市人民政府举办，并由甘肃省教育厅主管。

## 历史沿革
2001年，酒泉教育学院、甘肃广播电视大学酒泉地区分校及酒泉地区工业学校合并升格为专科层次的酒泉职业技术学院。2002年以来，中共酒泉市委、市政府又先后决定酒泉农林科技学校、酒泉财经学校及酒泉职业中专并入酒泉职业技术学院，以整合利用该市的职业教育资源。
在甘肃省人民政府等机构的支持下，该校拟定于“十四五”期间升格为本科層次的職業教育高等院校酒泉职业技术大学。2025年初升格并更名为酒泉职业技术大学。